# American-Football-Europameisterschaft 2023
Die American-Football-Europameisterschaft 2023 war die 16. Auflage dieses Turniers. Erstmals wurde die Mannschaft Österreichs Europameister.
In der im Herbst 2022 ausgespielten Qualifikation wurden vier Teilnehmer für das Halbfinale im August 2023 ausgespielt. Das Finale und die Platzierungsspiele fanden im Oktober 2024 statt. Daneben wurde eine B-Europameisterschaft ausgetragen.
Sowohl die Hauptrunde als auch die B-EM waren durch die Kriege der Jahre beeinträchtigt. Die Spiele Russlands wurden aufgrund des russischen Überfalls auf die Ukraine zugunsten der Gegner Russlands gewertet, das Endspiel der B-EM wurde aufgrund des Hamas-Überfalls auf Israel abgesagt.

## Modus
In einer Qualifikationsrunde im Oktober 2022 traten in vier Gruppen jeweils drei Teams gegeneinander an. Die Gruppensieger qualifizierten sich für das im August 2023 ausgetragene Halbfinale. Das Finale fand im Oktober 2023 statt. Parallel spielten die restlichen Mannschaften die weiteren Plätze aus.
Parallel fand eine B-Europameisterschaft statt, deren Sieger in die A-Europameisterschaft aufsteigt.

## Gruppenphase
| Gruppe A       | Gruppe B | Gruppe C   | Gruppe D   |
| -------------- | -------- | ---------- | ---------- |
| Italien        | Schweden | Finnland   | Frankreich |
| Großbritannien | Serbien  | Dänemark   | Österreich |
| Russland       | Schweiz  | Tschechien | Ungarn     |

Die Spiele der russischen Mannschaft ließ die IFAF „auf Grund der Sanktionen gegen und durch Russland in Folge des Russischen Überfalls auf die Ukraine 2022“ entfallen.

### Gruppe A
|                                    |                                    | {{{Spiel}}} |         |                |  |                                                          |
| Mailand 30. Oktober 2022 15:00 Uhr |                                    | Italien     | 28 : 23 | Großbritannien |  | Velodromo Vigorelli Zuschauer: 1.050 Referee: Marco Sala |
| Mailand 30. Oktober 2022 15:00 Uhr | (7:7, 14:9, 0:0, 7:7) Spielbericht | Italien     |         | Großbritannien |  | Velodromo Vigorelli Zuschauer: 1.050 Referee: Marco Sala |

### Gruppe B
|                                  |                                   | {{{Spiel}}} |         |         |  |                            |
| Örebro 8. Oktober 2022 18:00 Uhr |                                   | Schweden    | 21 : 14 | Serbien |  | Behrn Arena Zuschauer: 924 |
| Örebro 8. Oktober 2022 18:00 Uhr | (7:0, 0:0, 7:7, 7:7) Spielbericht | Schweden    |         | Serbien |  | Behrn Arena Zuschauer: 924 |

|                                  |                                     | {{{Spiel}}} |        |          |  |                                     |
| Basel 16. Oktober 2022 14:00 Uhr |                                     | Schweiz     | 6 : 31 | Schweden |  | Sportzentrum Rankhof Zuschauer: 200 |
| Basel 16. Oktober 2022 14:00 Uhr | (6:6, 0:13, 0:0, 0:12) Spielbericht | Schweiz     |        | Schweden |  | Sportzentrum Rankhof Zuschauer: 200 |

|                                       |  | {{{Spiel}}} |         |         |  |  |
| Kragujevac 23. Oktober 2022 14:00 Uhr |  | Serbien     | 24 : 13 | Schweiz |  |  |
| Kragujevac 23. Oktober 2022 14:00 Uhr |  | Serbien     |         | Schweiz |  |  |

### Gruppe C
|                                           |                                       | {{{Spiel}}} |         |          |  |                            |
| Vantaa 8. Oktober 2022 14:00 Uhr Ortszeit |                                       | Finnland    | 60 : 13 | Dänemark |  | MUP Stadium Zuschauer: 365 |
| Vantaa 8. Oktober 2022 14:00 Uhr Ortszeit | (6:0, 21:0, 13:13, 20:0) Spielbericht | Finnland    |         | Dänemark |  | MUP Stadium Zuschauer: 365 |

|                                           |                                      | {{{Spiel}}} |         |          |  |                                |
| Ústí nad Labem 16. Oktober 2022 13:00 Uhr |                                      | Tschechien  | 10 : 42 | Finnland |  | Městský stadion Zuschauer: 620 |
| Ústí nad Labem 16. Oktober 2022 13:00 Uhr | (0:0, 10:14, 0:21, 0:7) Spielbericht | Tschechien  |         | Finnland |  | Městský stadion Zuschauer: 620 |

|                                     |                                       | {{{Spiel}}} |         |            |  |                     |
| Gentofte 29. Oktober 2022 14:00 Uhr |                                       | Dänemark    | 45 : 40 | Tschechien |  | Gentofte Sportspark |
| Gentofte 29. Oktober 2022 14:00 Uhr | (14:7, 14:7, 3:6, 14:20) Spielbericht | Dänemark    |         | Tschechien |  | Gentofte Sportspark |

### Gruppe D
|                                     |                        | {{{Spiel}}} |        |            |  |                              |
| Marseille 9. Oktober 2022 14:00 Uhr |                        | Frankreich  | 7 : 35 | Österreich |  | Stade Delort Zuschauer: 2000 |
| Marseille 9. Oktober 2022 14:00 Uhr | (0:11, 0:17, 0:0, 7:7) | Frankreich  |        | Österreich |  | Stade Delort Zuschauer: 2000 |

|                                 |                                     | {{{Spiel}}} |        |        |  |                                      |
| Wien 23. Oktober 2022 13:00 Uhr |                                     | Österreich  | 41 : 0 | Ungarn |  | Sportplatz Donaufeld Zuschauer: 1432 |
| Wien 23. Oktober 2022 13:00 Uhr | (7:0, 3:0, 17:0, 14:0) Spielbericht | Österreich  |        | Ungarn |  | Sportplatz Donaufeld Zuschauer: 1432 |

|                                     |                      | {{{Spiel}}} |       |            |  |                                                              |
| Budapest 5. November 2022 13:30 Uhr |                      | Ungarn      | 2 : 9 | Frankreich |  | Budapest Rugby Center Zuschauer: 2270 Referee: Endre Breznay |
| Budapest 5. November 2022 13:30 Uhr | (0:0, 2:6, 0:0, 0:3) | Ungarn      |       | Frankreich |  | Budapest Rugby Center Zuschauer: 2270 Referee: Endre Breznay |

## Platzierungsrunde

### Platz 9 bis 12
|  | Halbfinale                                         | Halbfinale |                            |  | Spiel um Platz 9 | Spiel um Platz 9 |
|  |                                                    |            |                            |  |                  |                  |
|  | Tschechien                                         | 15         |                            |  |                  |                  |
|  | Schweiz                                            | 0          |                            |  |                  |                  |
|  | 6. August 2023, 16 Uhr, Masarykova, Ústí nad Labem |            |                            |  |                  |                  |
|  |                                                    |            | 29. Oktober 2023, Budapest |  |                  |                  |
|  | Ungarn                                             | 30         |                            |  |                  |                  |
|  |                                                    | Tschechien | 0                          |  |                  |                  |
|  |                                                    |            |                            |  |                  |                  |
|  | Platz 11                                           |            |                            |  |                  |                  |
|  |                                                    |            | Schweiz                    |  |                  |                  |
|  | Ungarn                                             |            | Russland                   |  |                  |                  |
|  | Russland                                           |            |                            |  |                  |                  |

Die IFAF setzte für August 2023 ein Spiel zwischen Ungarn und Russland an. Der Sieger/Verlierer dieses Spiels soll im Oktober 2023 auf den Sieger/Verlierer aus Tschechien gegen die Schweiz treffen. Die Verbände der Schweiz, Ungarns und Tschechiens erklärten jedoch im Dezember 2022, auf Grund der Invasion Russlands in der Ukraine nicht gegen die russische Nationalmannschaft anzutreten. Sie schlugen eine Einfachrunde unter ihren drei Mannschaften vor. Die IFAF blieb jedoch bei ihrer Haltung, dass der ursprüngliche Spielplan bestehen bleibt, die Spiele Russlands aber wegen „höherer Gewalt“ ausfallen.
|                  |                        | {{{Spiel}}} |        |            |  |  |
| 29. Oktober 2023 |                        | Ungarn      | 30 : 0 | Tschechien |  |  |
| 29. Oktober 2023 | (0:0, 13:0, 10:0, 7:0) | Ungarn      |        | Tschechien |  |  |

### Platz 5 bis 8
|  | Halbfinale                                           | Halbfinale                                         |                              |    | Spiel um Platz 5          | Spiel um Platz 5          |
|  |                                                      |                                                    |                              |    |                           |                           |
|  | Dänemark                                             | 13                                                 |                              |    |                           |                           |
|  | Serbien                                              | 7                                                  |                              |    |                           |                           |
|  | 5. August 2023, 16 Uhr, Gentofte Stadion, Kopenhagen |                                                    |                              |    |                           |                           |
|  |                                                      |                                                    | 28. Oktober 2023, Kopenhagen |    |                           |                           |
|  | Dänemark                                             | 22                                                 |                              |    |                           |                           |
|  |                                                      | Großbritannien                                     | 30                           |    |                           |                           |
|  |                                                      |                                                    |                              |    |                           |                           |
|  | Spiel um Platz 7                                     |                                                    |                              |    |                           |                           |
|  | 5. August 2023, 14 Uhr, Butts Park Arena, Coventry   | 5. August 2023, 14 Uhr, Butts Park Arena, Coventry | Frankreich                   | 47 |                           |                           |
|  | Großbritannien                                       | 7                                                  | Serbien                      | 0  |                           |                           |
|  | Frankreich                                           | 6                                                  |                              |    | 29. Oktober 2023, Avignon | 29. Oktober 2023, Avignon |

Großbritannien sicherte sich in Dänemark den 5. Platz. Die Briten gingen durch eine Interception von Safety Sam Fossey kurz vor der Halbzeit in Führung.
|                           |                         | {{{Spiel}}} |         |                |  |                     |
| Gentofte 28. Oktober 2023 |                         | Dänemark    | 22 : 30 | Großbritannien |  | Gentofte Sportspark |
| Gentofte 28. Oktober 2023 | (0:0, 0:7, 7:10, 15:13) | Dänemark    |         | Großbritannien |  | Gentofte Sportspark |

## Endrunde
Das Halbfinale war für den August 2023 angesetzt, die Finalspiele für Oktober 2023.
|  | Halbfinale                                        | Halbfinale                                       |                                        |    | Finale                     | Finale                     |
|  |                                                   |                                                  |                                        |    |                            |                            |
|  | Österreich                                        | 24                                               |                                        |    |                            |                            |
|  | Italien                                           | 14                                               |                                        |    |                            |                            |
|  | 6. August 2023, 17 Uhr, Tivoli-Stadion, Innsbruck |                                                  |                                        |    |                            |                            |
|  |                                                   |                                                  | 28. Oktober 2023, NV Arena, St. Pölten |    |                            |                            |
|  | Österreich                                        | 28                                               |                                        |    |                            |                            |
|  |                                                   | Finnland                                         | 0                                      |    |                            |                            |
|  |                                                   |                                                  |                                        |    |                            |                            |
|  | Spiel um Platz drei                               |                                                  |                                        |    |                            |                            |
|  | 5. August 2023, 13 Uhr, Myyrmäki Stadion, Vantaa  | 5. August 2023, 13 Uhr, Myyrmäki Stadion, Vantaa | Schweden                               | 7  |                            |                            |
|  | Finnland                                          | 33                                               | Italien                                | 26 |                            |                            |
|  | Schweden                                          | 14                                               |                                        |    | 28. Oktober 2023, Göteborg | 28. Oktober 2023, Göteborg |

### Halbfinale
|                                         |                                    | {{{Spiel}}} |         |         |  |                                       |
| Innsbruck 6. August 2023 17:00 Uhr MESZ |                                    | Österreich  | 24 : 14 | Italien |  | Tivoli Stadion Tirol Zuschauer: 2.732 |
| Innsbruck 6. August 2023 17:00 Uhr MESZ | (14:0, 3:7, 0:0, 7:7) Spielbericht | Österreich  |         | Italien |  | Tivoli Stadion Tirol Zuschauer: 2.732 |

|                                      |                                     | {{{Spiel}}} |         |          |  |                                 |
| Vantaa 5. August 2023 13:00 Uhr OESZ |                                     | Finnland    | 33 : 14 | Schweden |  | Myyrmäki Stadion Zuschauer: 797 |
| Vantaa 5. August 2023 13:00 Uhr OESZ | (6:0, 13:0, 0:7, 14:7) Spielbericht | Finnland    |         | Schweden |  | Myyrmäki Stadion Zuschauer: 797 |

### Spiel um Platz 3
|                                     |                                   | {{{Spiel}}} |        |         |  |                              |
| Göteborg 28. Oktober 2023 15:00 Uhr |                                   | Schweden    | 7 : 26 | Italien |  | Valhalla IP Zuschauer: 1.421 |
| Göteborg 28. Oktober 2023 15:00 Uhr | (0:7, 0:9, 0:7, 7:3) Spielbericht | Schweden    |        | Italien |  | Valhalla IP Zuschauer: 1.421 |

### Finale
|                                            |                               | {{{Spiel}}} |        |          |  |                           |
| St. Pölten 28. Oktober 2023 15:00 Uhr MESZ |                               | Österreich  | 28 : 0 | Finnland |  | NV Arena Zuschauer: 6.419 |
| St. Pölten 28. Oktober 2023 15:00 Uhr MESZ | (0:0, 7:0, 14:0) Spielbericht | Österreich  |        | Finnland |  | NV Arena Zuschauer: 6.419 |

## B-Europameisterschaft
Deutschland, das erstmals seit 2014 wieder an einer Europameisterschaft teilnimmt, ist für das Finale gesetzt. Die restlichen vier Teilnehmer spielten im K.-o.-Modus den Finalgegner aus.

### Runde 1
- 22. Oktober 2022: Spanien – Irland 26:7
- Israel – Türkei

### Runde 2
- 6. August 2023, 19.30 Uhr, Kraft Family Sports Campus, Jerusalem: Israel – Spanien 30:23
- 5. August 2023, 15 Uhr, MTU Stadium, Cork, Spiel um Platz 15: Irland – Türkei 14:17

### Finale
Das Finale zwischen Deutschland und Israel sollte am 29. Oktober 2023 stattfinden, wurde aber aufgrund des Gazakrieges abgesagt. Es wurde nicht nachgeholt, Deutschland stieg in die A-Europameisterschaft auf.
- Deutschland – Israel

## Endplatzierungen
| Platz | Land           |
| ----- | -------------- |
| 1     | Österreich     |
| 2     | Finnland       |
| 3     | Italien        |
| 4     | Schweden       |
| 5     | Großbritannien |
| 6     | Dänemark       |
| 7     | Frankreich     |
| 8     | Serbien        |
| 9     | Ungarn         |
| 10    | Tschechien     |
| 11    | Schweiz        |
| 12    | Deutschland    |
| 13    | Israel         |
| 14    | Spanien        |
| 15    | Türkei         |
| 16    | Irland         |

## Weblink
- Game Center der IFAF